# Calobata diversa
Calobata diversa är en tvåvingeart som först beskrevs av Ignaz Rudolph Schiner 1868.  Calobata diversa ingår i släktet Calobata och familjen skridflugor. Inga underarter finns listade i Catalogue of Life.